# Ernst Künzl
Ernst Künzl (* 22. August 1939 in Karlsbad/Böhmen) ist ein deutscher Klassischer Archäologe und Kultur-, Wissenschafts- und Medizinhistoriker, der weit über archäologische Fachkreise hinaus als Sachbuchautor bekannt geworden ist.

## Leben
Seit 1945 lebte Künzl in Bayern und besuchte von 1949 bis 1958 das Humanistische Gymnasium in Aschaffenburg. Nach dem Studium der Klassischen Archäologie, der Klassischen Philologie und der Alten Geschichte an den Universitäten München, Frankfurt am Main und Köln von 1958 bis 1966 wurde Künzl im Mai 1966 mit einer Arbeit über Frühhellenistische Gruppen bei Heinz Kähler in Köln promoviert. Von 1966 bis 1970 war er Mitarbeiter des Rheinischen Landesmuseums Bonn und Assistent am Archäologischen Institut der Universität zu Köln, von 1971 bis zu seinem Ruhestand 2004 war er am Römisch-Germanischen Zentralmuseum in Mainz tätig, zuletzt als Leitender Museumsdirektor und Direktor der Abteilung Römerzeit.
Seine Hauptarbeitsgebiete sind die antike Kulturgeschichte, Ikonographie und Kunstgeschichte, griechische und römische Waffen, römische Hort- und Gewässerfunde, die Geschichte der antiken Wissenschaften (Medizin, Astronomie) sowie Germanien im Altertum.

## Publikationen (Auswahl)
- Frühhellenistische Gruppen. Dissertation Köln 1968.
- Die Kelten des Epigonos von Pergamon (= Beiträge zur Archäologie 4). Triltsch, Würzburg 1971.
- Corpus Signorum Imperii Romani Deutschland. Band 2: Germania Superior. Teil 1: Alzey und Umgebung. Römisch-Germanisches Zentralmuseum, Mainz 1975, ISBN 3-7749-1341-2.
- Medizinische Instrumente aus Sepulkralfunden der römischen Kaiserzeit (= Kunst und Altertum am Rhein. Band 115). Rheinland-Verlag, Bonn 1982, ISBN 3-7927-0716-0 (Sonderdruck aus Band 182 der Bonner Jahrbücher).
- Medizinische Instrumente aus Trier und Umgebung im Landesmuseum Trier. In: Trierer Zeitschrift. Band 47, 1984, S. 153–237.
- Der römische Triumph. Siegesfeiern im antiken Rom (Beck’s archäologische Bibliothek). C. H. Beck, München 1988, ISBN 3-406-32899-7.
- Die Alamannenbeute aus dem Rhein bei Neupotz. Plünderungsgut aus dem römischen Gallien (= Monographien des Römisch-Germanischen Zentralmuseums. Band 34). 4 Bände, Rudolf Habelt, Bonn 1993, ISBN 3-88467-032-8.
- Das alte Rom (= Was ist was. Band 55). Tessloff, Nürnberg 1997, ISBN 3-7886-0295-3.
- Medizinische Instrumente der römischen Kaiserzeit im Römisch-Germanischen Zentralmuseum (= Kataloge vor- und frühgeschichtlicher Altertümer. Band 28). Rudolf Habelt, Bonn 2002, ISBN 3-88467-053-0.
- mit Gerhard Koeppel: Souvenirs und Devotionalien. Zeugnisse des geschäftlichen, religiösen und kulturellen Tourismus im antiken Römerreich (Zaberns Bildbände zur Archäologie). Philipp von Zabern, Mainz 2002, ISBN 3-8053-2848-6.
- Medizin in der Antike. Aus einer Welt ohne Narkose und Aspirin. Konrad Theiss, Stuttgart 2002, ISBN 3-8062-1669-X.
- mit Susanna Künzl: Das römische Prunkportal von Ladenburg (= Forschungen und Berichte zur Vor- und Frühgeschichte in Baden-Württemberg. Band 94). Konrad Theiss, Stuttgart 2003, ISBN 3-8062-1829-3.
- Himmelsgloben und Sternkarten. Astronomie und Astrologie in Vorzeit und Altertum. Konrad Theiss, Stuttgart 2005, ISBN 3-8062-1859-5.
- Die Germanen. Geheimnisvolle Völker aus dem Norden. Konrad Theiss, Stuttgart 2008, ISBN 978-3-8062-2036-0.
- Unter den goldenen Adlern. Der Waffenschmuck des römischen Imperiums. Verlag des Römisch-Germanischen Zentralmuseums, Mainz 2008, ISBN 978-3-88467-123-8.
- Ein Traum vom Imperium. Der Ludovisisarkophag – Grabmal eines Feldherrn Roms. Verlag des Römisch-Germanischen Zentralmuseums, Mainz 2010, ISBN 978-3-88467-156-6.
- Monumente für die Ewigkeit. Herrschergräber der Antike. Verlag des Römisch-Germanischen Zentralmuseums, Mainz 2011, ISBN 978-3-88467-176-4.
- Die Thermen der Römer. Konrad Theiss, Stuttgart 2013, ISBN 978-3-8062-2181-7.
- Medica. Die Ärztin. Nünnerich-Asmus, Mainz 2013, ISBN 978-3-943904-45-1.
- Löwenmensch und Schlangendrachen. Fabeltiere und Mischwesen in Vorzeit und Altertum. Schnell + Steiner u. a., Regensburg u. a. 2015, ISBN 978-3-7954-2809-9.
- Achtung Lebensgefahr! Die Legende von der inneren Sicherheit im antiken Rom. Nünnerich-Asmus, Mainz 2016, ISBN 978-3-945751-46-6.
- Helden am Himmel. Astralmythen und Sternbilder des Altertums. Nünnerich-Asmus, Mainz 2018, ISBN 978-3-96176-021-3.
- Der große Kunstraub. Orient, Griechenland, Rom, Byzanz. Nünnerich-Asmus, Oppenheim 2019, ISBN 978-3-96176-077-0.
- Liebeszauber und Wahrsagung. Aberglaube, Magie und Prophezeiung im Altertum. Nünnerich-Asmus, Oppenheim 2021, ISBN 978-3-96176-164-7.